# Thiago Alcântara

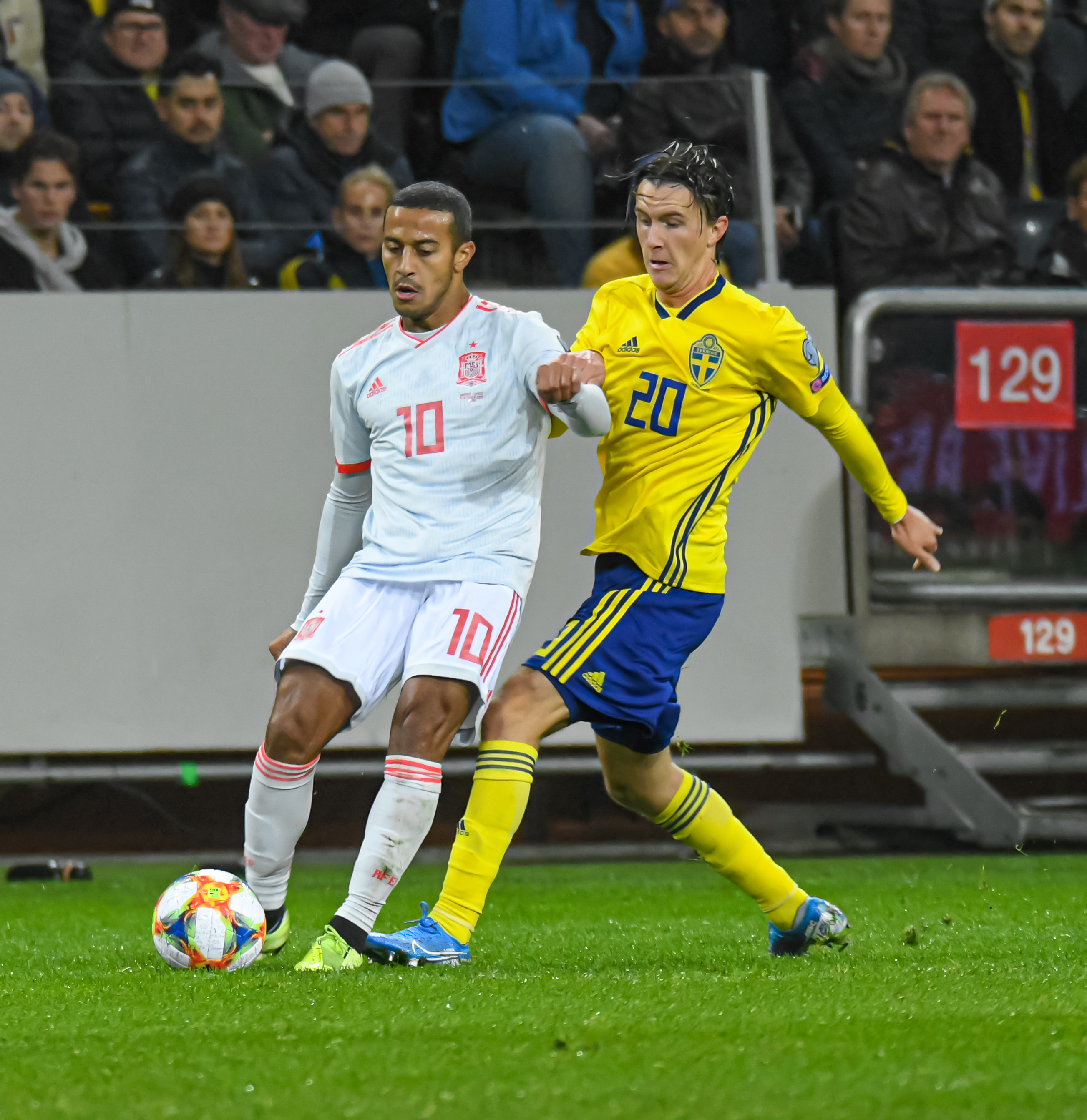
Thiago, 2019.

Thiago Alcântara Do Nascimento, eller bara Thiago, född 11 april 1991 i Bari i Italien, är en spansk före detta fotbollsspelare som spelade som mittfältare.
Thiago flyttade till Spanien redan vid fem års ålder. Efter att ha spelat i bland annat Flamengo hamnade han i FC Barcelonas ungdomsakademi år 2004. Han gjorde sin officiella debut i klubbens A-lag den 17 maj 2009 i en ligamatch mot RCD Mallorca, endast 18 år gammal. Under sommaren år 2009 blev han uppkallad för att delta i seniorlagets träningsmatcher under försäsongen.
Han gjorde sitt första mål i La Liga mot Racing Santander den 20 februari 2010. I den 84:e minuten fick han en passning i straffområdet av Messi och då kunde Thiago skjuta in bollen i mål. I den spanska cupen gjorde han sitt första mål mot Almería. I Uefa Champions League assisterade han till Fontàs mål och FC Barcelona vann med 2–0 mot Rubin Kazan.

## Klubblagskarriär

### FC Barcelona

#### Säsongen 2011/2012
Thiago blev inför säsongen 2011/2012 officiellt en del av FC Barcelonas förstalag. Efter en framgångsrik försäsong där han bland annat gjort mål i träningsmatcher mot Manchester United och Bayern München bidrog han med ett mål och en assist i Barcelonas 5–0-seger mot Villarreal.

### Bayern München
Efter mycket spekulationer om en eventuell övergång till Manchester United, skrev Thiago den 14 juli 2013 på för storklubben Bayern München.

### Liverpool
Den 18 september 2020 presenterades Thiago av Liverpool, en värvning som varit ett hett rykte ute i Europa under en längre period. Liverpool lyckades få honom till Merseyside för en summa på omkring 30 miljoner euro, ca 312 miljoner kronor. Kontraktet sträcker sig över fyra år.
Den 8 juli 2024 avslutade Thiago spelarkarriären.

## Familj
Thiago är son till den före detta fotbollsspelaren Iomar do Nascimento (kallad Mazinho) och före detta volleybollspelaren Valéria Alcântara. Hans bror, Rafinha, spelar för Al Arabi och är precis som Thiago central mittfältare.

## Meriter

### FC Barcelona
- La Liga: 2010/2011, 2012/2013
- Uefa Champions League: 2010/2011
- Copa del Rey: 2011/2012
- Supercopa de España: 2010, 2011
- Uefa Super Cup: 2011
- VM för klubblag: 2011

Bayern München
- Bundesliga: 2013/2014, 2014/2015, 2015/2016, 2016/2017, 2017/2018, 2018/2019, 2019/2020
- Uefa Champions League: 2019/2020
- DFB-Pokal: 2013/2014, 2015/2016, 2018/2019, 2019/2020
- Tyska supercupen: 2016, 2017, 2018
- Uefa Super Cup: 2013
- VM för klubblag: 2013

### Liverpool
- FA-cupen: 2021/2022
- Engelska Ligacupen: 2021/2022, 2023/2024
- Community Shield: 2022